# Mastigamoebidae
Mastigamoebidae је фамилија амебоидних протиста, која обухвата једноћелијске солитарне организме са неколико псеудоподија, једним бичем и без присутних митохондрија.